# Blaire Van Valkenburgh
Blaire Van Valkenburgh es una paleontóloga estadounidense, profesora de la Cátedra Donald R. Dickey en Biología de Vertebrados en el Departamento de Ecología y Biología Evolutiva de la Universidad de California en Los Ángeles (UCLA). Se ha desempeñado como presidente del departamento y como decana asociada de programas académicos en ciencias de la vida en la UCLA.
El foco de su investigación es la paleobiología y paleoecología de los mamíferos Carnivora . Sus contribuciones incluyen la cuantificación de la estructura de los hábitos locomotores en comunidades de carnívoros fósiles y el estudio de la evolución iterativa en las adaptaciones de alimentación de carnívoros.
Van Valkenburgh recibió una licenciatura de Stockton State College en Nueva Jersey en 1974,  un Ph.D. en Paleobiología de Vertebrados de la Universidad Johns Hopkins en 1984, donde trabajó con Robert Bakker, después de lo cual trabajó como becaria postdoctoral con Alan Walker en Johns Hopkins antes de mudarse a UCLA en 1986. Van Valkenburgh se desempeñó como presidente de la Sociedad de Paleontología de Vertebrados de 2008 a 2010 y como editor asociado de la Revista de Paleontología de Vertebrados de 2011 a 2017.  